# Mouvement de l'École libre de 1984
Le mouvement de l'École libre désigne une campagne, qui a culminé avec la manifestation géante du 24 juin 1984 à Paris, pour mettre en échec le projet de loi Savary visant à intégrer en France les écoles privées à un « grand service public ». Ce mouvement est réputé avoir contribué à la chute du gouvernement de Pierre Mauroy le 17 juillet 1984.

## Le projet de loi Savary
La création d'un « grand service public unifié et laïc de l'éducation nationale » faisait partie des 110 propositions pour la France de François Mitterrand, candidat à l'élection présidentielle française de 1981, qu'il remporte.
Cet engagement s'est traduit par un projet de loi annoncé en décembre 1982, visant dans un premier temps la constitution d'« établissements d'intérêt public » (EIP) qui associeraient les écoles publiques, les écoles privées et les collectivités territoriales, avec la perspective d'intégrer les maîtres du privé dans la fonction publique.
Le 19 octobre 1983, le Premier ministre Pierre Mauroy annonce la titularisation de 15 000 maîtres du privé. Le projet de loi est présenté à l'Assemblée nationale dans une forme atténuée, puisqu'il n'est plus question de l'intégration des écoles privées aux EIP. Mais le député socialiste André Laignel propose deux amendements, l'un limitant la création d'écoles maternelles privées, et le second soumettant le maintien des contrats entre l'État et chaque établissement privé d'enseignement à l'intégration progressive à la fonction publique d'au moins la moitié des maîtres de l'établissement.

## La naissance du mouvement
Le mouvement a été essentiellement animé par deux responsables de l'enseignement privé catholique français : Pierre Daniel, président de la fédération des parents d'élèves UNAPEL ; et le chanoine Paul Guiberteau, secrétaire général de l'enseignement catholique français.
Engagés au cours de l'année 1983 dans des négociations avec le ministère de l'Éducation nationale, ces responsables ont été progressivement poussés par les parents d'élèves du privé, ainsi que par les responsables politiques d'opposition et la presse sympathisante, à engager une épreuve de force plus ouverte avec le gouvernement en 1984.

## Manifestations en régions
Au premier semestre 1984, alors que se poursuivaient des contacts entre les responsables de l'enseignement catholique et le gouvernement, les défenseurs de l'école privée organisèrent une série de manifestations en régions et à Versailles afin de prouver leur capacité de mobilisation.
- À Bordeaux, le 22 janvier 1984, environ 60 000 manifestants se sont rassemblés, alors que la décision de manifester n'avait été prise que deux semaines auparavant. À cette occasion, l'archevêque de Bordeaux, Mgr Marius Maziers et le chanoine Guiberteau prennent la parole.
- À Lyon, le 29 janvier, entre 100 et 150 000 manifestants se rassemblent ; puis entre 200 et 250 000 à Rennes le 18 février et entre 250 000 et 300 000 à Lille le 25 février[3].
- À Versailles, le 4 mars, plus de 500 000 personnes selon la police (800 000 selon les organisateurs et Le Figaro[4], près de 600 000 selon le quotidien Le Monde) se rassemblent devant le château après avoir convergé en quatre cortèges partant de différents points de la ville. Pierre Bellemare assurait l'animation à partir d'un podium géant de couleur bleue frappé de l'inscription « Liberté ». Différents responsables politiques, d'Anne-Aymone Giscard d'Estaing à Jean-Marie Le Pen, étaient présents dans le cortège, mais maintenus à l'écart du podium par des organisateurs qui se voulaient apolitiques[5].

## La manifestation du 24 juin à Paris
À la suite des amendements Laignel et de l'adoption du projet de loi Savary en première lecture par les députés, les défenseurs de l'école privée décidèrent d'organiser une grande manifestation nationale à Paris. La date choisie, le 24 juin 1984, était une semaine après les élections européennes.
Les dirigeants de l'enseignement catholique étaient à l'origine réticents à l'idée d'organiser cette démonstration de force.
La manifestation géante rassemble deux millions de personnes selon les organisateurs, et au moins 850 000 selon la police,.
Des évêques, dont Jean-Marie Lustiger, Jean Vilnet, président de la Conférence des évêques de France, et Jean Honoré apportent ouvertement leur soutien aux manifestants.
De nombreuses personnalités politiques de l'opposition ont défilé : notamment Simone Veil, Valéry Giscard d'Estaing, Jacques Chirac et Jean-Marie Le Pen. Le maire de Bordeaux Jacques Chaban-Delmas évoque « une société totalitaire dont [les manifestants] ne veulent pas ».

## Le retrait du projet de loi Savary
Le 14 juillet 1984, sur TF1, le président de la République François Mitterrand annonce le retrait du projet de loi Savary. Pierre Mauroy et Alain Savary démissionnent le 17 juillet, remplacés respectivement par Laurent Fabius et Jean-Pierre Chevènement.
Les projets de Jean-Pierre Chevènement donnent lieu à un nouveau mouvement d'opposition, animé par des « comités de vigilance » établis lors du mouvement d'opposition au projet Savary. Le 13 décembre 1984, des parents d'élèves nantais construisent symboliquement une « école libre » devant la gare de Paris-Montparnasse à Paris, avant d'être chassés par la police.

## Slogans et hymne
- « L'école libre vivra »
- « Pays libre, écoles libres »
- « L'école libre, c'est la liberté »
- « Savary golo, ça va riposter ! »
- « La liberté n'est pas négociable » (UNI)

L'hymne du mouvement, repris lors des manifestations, était Quand tu chantes, je chante avec toi liberté, sur l'air du chœur des esclaves de Nabucco de Verdi réécrit et chanté par Nana Mouskouri.

## Dans la culture populaire
Le mouvement a inspiré au chanteur Michel Sardou, qui a participé à la manifestation du 24 juin 1984 à Paris, la chanson Les Deux Écoles, sortie le 17 juin 1984.